# Teolog

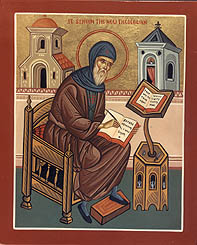
Symeon zwany Nowym Teologiem, czyli mającym podobny dar wyjaśniania tajemnic wiary co sam Jan Ewangelista, zwany Teologiem. Tytuł ten tradycja nadała również innemu Ojcu Kościoła, Grzegorzowi z Nazjanzu.

Teolog – osoba zajmująca się systematycznym, opartym na metodach filozoficznych, historycznych i in., studium twierdzeń religijnych uznawanych za objawione dotyczących Boga oraz Jego relacji do świata, w myśl maksymy (łac.) fides quaerens intellectum - wiara szukająca zrozumienia. Najczęściej związana z chrześcijaństwem.
Poprzez zapożyczenie, czasem teologami nazywa się myślicieli innych religii, jak judaizm czy islam. Teolodzy posiadają zwykle uniwersyteckie wykształcenie teologiczne, często legitymują się stopniami naukowymi lub też tytułem naukowym profesora.

## Teolog w Kościele katolickim
W rozumieniu przyjętym w katolicyzmie teologia, inaczej niż filozofia religii, związana jest z wiarą Kościoła, którego założycielem według chrześcijan jest Chrystus. Dlatego teologiem katolickim we właściwym sensie tego słowa jest ten, kto otrzymał mandat od władz kościelnych. Mandat ten oznacza swego rodzaju nostryfikację ze strony Magisterium Kościoła.
Według watykańskiej Kongregacji Nauki Wiary, fakt konieczności posiadania mandatu kościelnego nie odbiera teologowi prawa do postawy krytycznej, krytycyzm nie jest jednak według tejże Kongregacji tożsamy z "duchem krytycznym", który naznaczony jest zwykle subiektywnymi emocjami i uprzedzeniami. Zgłębienie Objawienia wymaga sięgania do właściwego rodzaju filozofii i innych nauk, które harmonijnie ujmują prawdę o człowieku, świecie i Bogu. Kryterium oceny tych nauk i ich narzędzi pojęciowych stanowi sama nauka objawiona. W zastosowaniu tego kryterium pomaga nadprzyrodzony zmysł wiary obecny w Kościele. Razem z szacunkiem do chrześcijańskiego depozytu nauczania wiary teolog w swej refleksji ma być krytyczny, ma prowadzić swe badania racjonalnie, rzetelnie spełniając jej wymogi epistemologiczne - ponieważ teologia w ciągu swego istnienia stworzyła własny system wiedzy naukowej. Przykładem teologów, którzy w XX w. utracili prawo do wykładania teologii katolickiej z powodu zbyt wielkich rozbieżności ich poglądów z Tradycją Apostolską, byli m.in. niemieccy teolodzy Hans Küng oraz Uta Ranke-Heinemann.
Historycznie, od początków drugiego tysiąclecia chrześcijaństwa ortodoksją teologów w Kościele katolickim zajmowała się inkwizycja, która później została przekształcona w Święte Oficjum, by w 1965 trakcie Soboru watykańskiego II otrzymać nazwę Kongregacja Nauki Wiary.

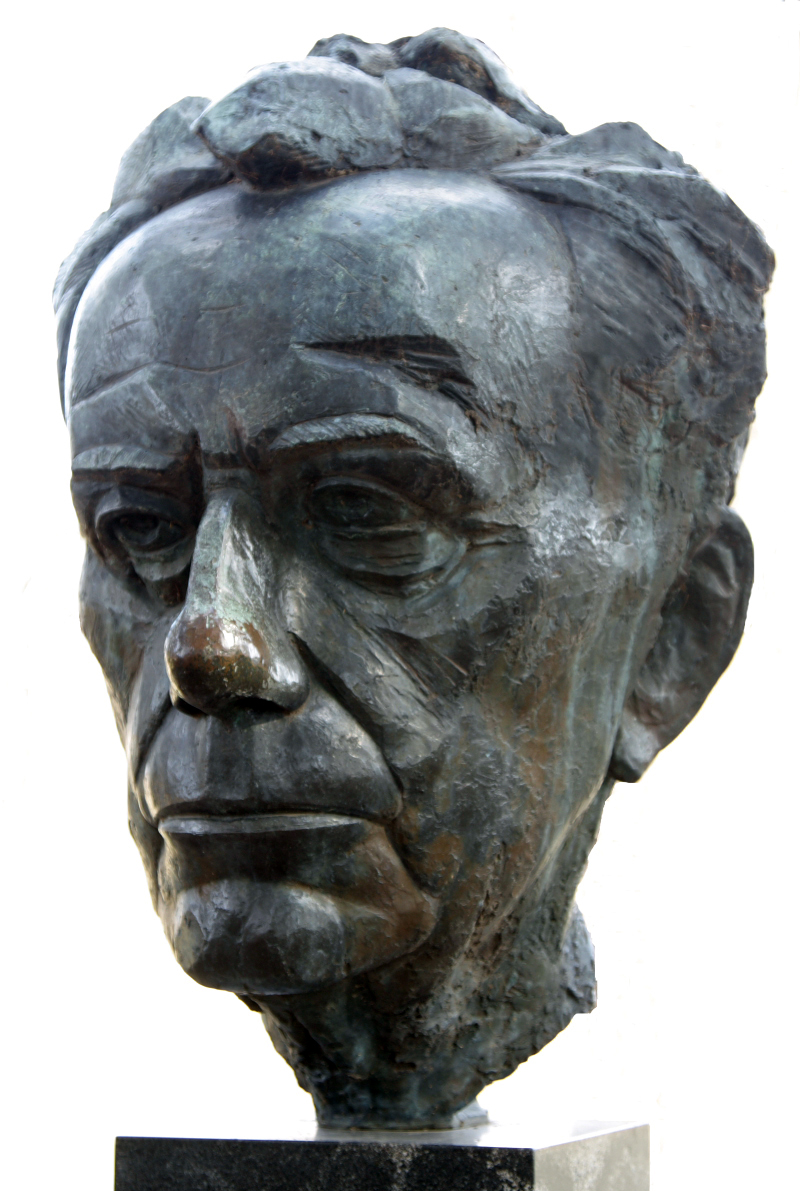
Rzeźba głowy Paula Tillicha, amerykańskiego teologa i chrześcijańskiego filozofa egzystencjalisty, pochodzenia niemieckiego. Uczony ten uznawany jest za jednego z bardziej wpływowych teologów protestanckich XX w.

### Teolog w ujęciu R. Latourelle'a
Teolog chrześcijański znajduje fundament dla swej refleksji teologicznej w jednej i tej samej wierze Kościoła (por. Ef 4,5; 1 Kor 12,29), która skupia się wokół  podstawowego twierdzenia, że Bóg objawia się i staje się darem w Jezusie Chrystusie. Przedmiotem badań teologa jest wiara jednocześnie jako tajemnica oraz jako wydarzenie historyczne. Zadanie teologa bowiem to nie tylko badanie Objawienia jako zespołu prawd wiary, lecz także studium nad interwencją Boga w historii ludzkości poprzez badania nad historią, ciałem i językiem Jezusa. Istotną cechą posługi teologa jest przynależność do społeczności Kościoła poprzez wiarę. Warunek ten jest na tyle istotny, że niespełnienie go neguje możliwość uznania danego uczonego za teologa. 

## Teolog w Kościołach protestanckich

### Teolog w ujęciu J. MacQuarrie
Przekonanie o konieczności więzi pracy teologa z jedną wiarą chrześcijańską (por. Ef 4,5) znajduje w teologii protestanckiej wyraz w określeniu główny nurt tradycji /(ang.) main stream of tradition/. Według J. MacQuarrie, profesora Union Theological Seminary w Nowym Jorku w latach 1943-1966, teolog nie może się sprzeciwiać temu nurtowi tradycji w równym stopniu jak nie może tego czynić wobec Pisma Świętego:

Przeczyć podstawowym doktrynom, jak ta o Trójcy Świętej, odrzucać formuły Credo, odstawiać na bok wiarę /(ang.) beliefs/ wczesnych soborów niepodzielonego jeszcze Kościoła - są to działania, do których jednostki mogą się skłaniać przez swoje własne myślenie na temat tych kwestii. Nie mogą jednak mieć miejsca w chrześcijańskiej teologii, gdyż stają się one nie czym innym, jak odrzuceniem historii, a więc ciągłości tożsamości wspólnoty, w ramach której dokonuje się chrześcijańska refleksja teologiczna.

### Teolog w ujęciu Paula Tillicha
Według Paula Tillicha, teolog - analogicznie do filozofa - jest w swej refleksji rozpięty między konkretną egzystencjalną rzeczywistością a uniwersalnym logosem. Sytuacja ta jest trudna do zaakceptowania przez pobożny i wpływowy kościelny chór tych, którzy żyją w [kręgu] niepodważalnych twierdzeń. W ten sposób teologia może stać się kamieniem potknięcia dla kościoła. Może jednak stać się również demoniczną pokusą dla teologa. Niezależność, która jest koniecznym warunkiem pracy teologicznej, może zniszczyć jego konieczne zaangażowanie w wiarę. To napięcie jest ciężarem ale i wielkością każdej pracy teologicznej.

### Teolog w ujęciu Karla Bartha
W ujęciu Karla Bartha z Bazylei, innego znanego XX w. teologa protestanckiego, głównym zadaniem, zarówno kaznodziei jak i teologa, jest mówienie o Bogu w sposób poważny, tzn. poruszając się w rzeczywistości objawienia i wiary. Będzie to oznaczało poszukiwanie Słowa Bożego, które często jest w konflikcie z zawikłaną naturą ludzkiego życia. By je odnaleźć, należy zwrócić się do Biblii. Karl Barth, wysuwał ten postulat dostrzegając braki racjonalistycznej postawy liberalnej teologii protestanckiej. Urodzony w 1886 r., odbył studia teologiczne w Bernie, Berlinie, Tybindze i Marburgu, przyswoił sobie metodologię rządzącą nowoczesną teologią protestancką – metodę historyczno-krytyczną. W swojej dojrzałej refleksji poszedł jednak w ślady swego ojca Johanna Friedricha, który posługę pastora zamienił na  pracę wykładowcy w Kolegium Kaznodziejów w Bazylei - uczelni powołanej do życia, by kształcić kaznodziejów w teologii biblijnej wbrew panującym trendom teologii liberalnej. Karl Barth uważał, że zarówno jego nauczyciele W. Herrmann, A. von Harnack i E. Troeltsch, jak i większość teologów od czasów Reformacji, w mniejszym lub większym stopniu Słowo Boże zastąpili słowem ludzkim. Teologia została głęboko naznaczona humanistycznym, antropocentrycznym racjonalizmem. Barth krytykował za to szczególnie F. Schleiermachera, którego teologia dominowała w XIX w.

## Specjalizacje
Jak inne dziedziny wiedzy, tak i teologia przeszła w ciągu wieków proces specjalizacji. Stąd teolodzy współcześni zazwyczaj specjalizują się w jakiejś jednej określonej dyscyplinie teologii, z których najbardziej znane są: dogmatyka, biblistyka, teologia moralna, teologia fundamentalna, teologia pastoralna i liturgika.

### Bibliści
Biblista, który jest teologiem, nie może zająć niezaangażowanego poglądu na Biblię. Z jednej strony używa stojących do jego dyspozycji metod naukowych, badając teksty biblijne jako słowa ludzi, którymi posłużył się Bóg by wypowiedzieć swoje słowo - słowo Boże. Boskie autorstwo Biblii — które uznaje na podstawie wiary — jest faktem podstawowym. Encyklika Divino afflante Spiritu papieża Piusa XII oraz  konstytucja Dei Verbum Vaticanum II dały biblistom katolickim uprawnioną wolność w odniesieniu do najwyższego nauczycielskiego autorytetu Kościoła. Dotyczy to zwłaszcza stosowania w krytyce biblijnej badającej ludzki aspekt Pisma Świętego takich samych reguł, jakie się stosuje w interpretacji każdego dzieła literackiego. Teksty te, od strony autorstwa ludzkiego podlegają potrójnej krytyce: tekstowej, literackiej oraz historycznej.

### Liturgiści
Liturgiści odegrali ogromną rolę w odnowie liturgicznej dokonanej po Soborze watykańskim II. Według M. Skelley SJ trzema teologami, którzy wpłynęli na myśl i praktykę liturgiczną Kościoła katolickiego XX wieku byli: Odo Casel, teolog benedyktyński z opactwa Maria Lach, holenderski dominikanin Edward Schillebeeckx OP oraz niemiecki jezuita Karl Rahner. Ci trzej teolodzy oprócz wielu innych, jak Louis Bouyer, Yves Congar, Jean Daniélou i inni, zmienili sposób rozumienia liturgii w Kościele XX w. poprzez badania nad takimi zagadnieniami jak teologia misterium, Chrystus jako sakrament, Kościół jako sakrament, powszechność łaski, łaska jako samo-objawienie się Boga oraz natura znaków sakramentalnych.

## Historia

### Teolog - kanonik
W postanowieniach Soboru Trydenckiego znalazło się zalecenie utworzenia urzędu kanonika-teologa we wszystkich kościołach, w których istniała tzw. prebenda, czyli fundacja na rzecz wykładów z teologii i Biblii. Zalecenie to realizowano w kościołach katedralnych lub także kolegiatach poprzez wyznaczenie do tej funkcji jednego z kanoników.